# Meigenia aprica
Meigenia aprica är en tvåvingeart som först beskrevs av Zetterstedt 1838.  Meigenia aprica ingår i släktet Meigenia och familjen parasitflugor.
Artens utbredningsområde är Sverige. Inga underarter finns listade i Catalogue of Life.